# Кербівілл (Міссурі)
Кербівілл (англ. Kirbyville) — селище (англ. village) в США, в окрузі Тейні штату Міссурі. Населення — 195 осіб (2020).

## Географія
Кербівілл розташований за координатами 36°37′46″ пн. ш. 93°9′28″ зх. д. / 36.62944° пн. ш. 93.15778° зх. д. (36.629383, -93.157674).  За даними Бюро перепису населення США в 2010 році селище мало площу 3,46 км², уся площа — суходіл.

## Демографія
Згідно з переписом 2010 року, у селищі мешкало 207 осіб у 77 домогосподарствах у складі 54 родин. Густота населення становила 60 осіб/км².  Було 87 помешкань (25/км²).
Расовий склад населення:
| - 88,4 % — білих - 2,4 % — азіатів - 0,5 % — чорних або афроамериканців - 7,2 % — осіб інших рас |

До двох чи більше рас належало 1,4 %. Частка іспаномовних становила 6,8 % від усіх жителів.
За віковим діапазоном населення розподілялося таким чином: 28,0 % — особи молодші 18 років, 60,4 % — особи у віці 18—64 років, 11,6 % — особи у віці 65 років та старші. Медіана віку мешканця становила 38,8 року. На 100 осіб жіночої статі у селищі припадало 99,0 чоловіків;  на 100 жінок у віці від 18 років та старших — 91,0 чоловіків також старших 18 років.
Середній дохід на одне домашнє господарство  становив 37 423 долари США (медіана — 25 938), а середній дохід на одну сім'ю — 42 607 доларів (медіана — 34 306). За межею бідності перебувало 32,8 % осіб, у тому числі 60,9 % дітей у віці до 18 років та 17,4 % осіб у віці 65 років та старших.
Цивільне працевлаштоване населення становило 96 осіб. Основні галузі зайнятості: мистецтво, розваги та відпочинок — 26,0 %, науковці, спеціалісти, менеджери — 18,8 %, роздрібна торгівля — 12,5 %, будівництво — 10,4 %.